# 国際連合安全保障理事会決議55
国際連合安全保障理事会決議55（こくさいれんごうあんぜんほしょうりじかいけつぎ55、英: United Nations Security Council Resolution 55, UNSCR55）は、1948年7月29日に国際連合安全保障理事会で採択された決議。インドネシア情勢に関してレンヴィル協定の遵守をインドネシアとオランダに要求するものである。

## 概要
インドネシアにおける政治・貿易交渉の停滞に関する調停委員会（Committee of Good Offices）からの報告を受け、オランダ政府とインドネシア共和国政府に対し、レンヴィル協定の軍事的・経済的要素を厳守し、12の政治的原則（political principles）を早期かつ全面的に実施するよう求めた。
決議は9票で採択されたがウクライナとソビエト連邦は棄権した。

## 詳細
以下はその和訳。
安全保障理事会は、
1948年5月27日にバンドンで開かれた連邦会議に関する善意の機関委員会の報告書、第3次中間報告書、政治交渉の停滞に関する報告書およびインドネシアにおける貿易制限に関する報告書を検討し、
オランダ政府およびインドネシア共和国政府に対し、安全保障理事会の善意の機関委員会の援助を得て、レンヴィル休戦協定の軍事的および経済的条項を厳守し、レンヴィルの12の政治原則および6つの追加原則を早期にかつ完全に実施することを求める。